# Innocence & Danger
Innocence & Danger é o quarto álbum do grupo estadunidense de rock progressivo The Neal Morse Band (agora estilizado como "NMB"), lançado em 27 de agosto de 2021. É o décimo segundo álbum de estúdio de rock progressivo de Neal no geral.
É o primeiro álbum não conceitual deles após The Similitude of a Dream (2016) e The Great Adventure, ambos inspirados em The Pilgrim's Progress, de John Bunyan . O álbum foi gravado ao longo de uma semana no início de 2021 e pela primeira vez Morse não trouxe demos com suas ideias para o estúdio.
Em apoio ao álbum, a banda embarcará em uma turnê de 2022 pelos Estados Unidos e Europa.
O primeiro single, "Do It All Again", foi lançado com um vídeo em 21 de junho de 2021. Foi a primeira música a ser escrita para o álbum e serve como sua abertura. "Bird on a Wire", a segunda música da lista de faixas e a segunda a ser escrita, também foi lançada como single, em 27 de julho. "Your Place in the Sun" veio como o terceiro single e vídeo em 18 de agosto, sendo a terceira música que eles escreveram.
O álbum foi lançado como edições digitais e físicas padrão; um Digipak limitado incluindo discos e um Making of de DVD; e uma caixa com três LPs e dois CDs.

## Informação das músicas
"Do It All Again" foi a primeira música escrita para o álbum. Foi criada em torno de uma demo parcial gravada pelo tecladista / vocalista Bill Hubauer. A canção apresenta três dos vocalistas compartilhando os vocais principais, com Neal cantando os versos, Bill cantando a parte B e o guitarrista Eric Gillette liderando o refrão.
"Bird on a Wire" combina uma introdução de Gillette, versos do baixista Randy George e um refrão de Bill. Mais uma vez, três cantores compartilham os vocais principais, com Neal cantando os versos, Bill cantando a ponte e Gillette cantando o refrão.
"Your Place in the Sun" foi construída em torno de uma demo de Randy e conta com todos os quatro cantores. "The Way It Had to Be" era originalmente uma demo de The Great Adventure, mas nunca chegou à lista de faixas final. Foi então recuperada para este álbum depois que a banda percebeu que tinha muito material para um único disco, mas ainda não o suficiente para um lançamento duplo, então eles decidiram adicionar mais algumas faixas, incluindo esta. Fortemente influenciada pelo Pink Floyd, essa faixa originalmente emendaria em "The Great Despair" (de The Great Adventure ).
"Emergence" é uma peça solo de violão tocada por Neal sozinho. De acordo com o baterista / vocalista Mike Portnoy, quando eles decidiram fazer um álbum duplo, Neal sugeriu que eles fizessem algo semelhante ao Fragile do Yes, em que cada membro ganhou uma faixa solo. A ideia foi deixada de lado mais tarde, mas Neal manteve sua música, que é usada como introdução para a faixa seguinte, "Not Afraid, Pt 1". Ambas as canções de nome "Not Afraid" são liricamente, mas não instrumentalmente conectadas.
A regravação de "Bridge Over Troubled Water", da dupla Simon & Garfunkel, foi outra ideia que tiveram para preencher o espaço restante do álbum. A versão de "America" do Yes (originalmente pela da mesma dupla) foi uma inspiração para esta regravação versão.
O segundo disco, Danger, começa com o épico de 20 minutos "Not Afraid, Pt 2", que foi quase todo concebido e cantado por Neal. A banda improvisou a jam session no meio. A segunda faixa, "Beyond the Years", um épico ainda maior, foi desenvolvida em torno de uma ideia de Bill.

## Lista de faixas
| CD 1 (Innocence) | |         |  |
| N.º              | Título | Duração |  |
| 1.               | "Do It All Again" (Faço Tudo Isso de Novo)                                                                                       | 8:55    |  |
| 2.               | "Bird on a Wire" (Pássaro num Fio)                                                                                               | 7:22    |  |
| 3.               | "Your Place in the Sun" (Seu Lugar ao Sol)                                                                                       | 4:12    |  |
| 4.               | "Another Story to Tell" (Outra História para Contar)                                                                             | 4:50    |  |
| 5.               | "The Way It Had to Be" (O Jeito que Teve de Ser)                                                                                 | 7:14    |  |
| 6.               | "Emergence" (Aparecimento) | 3:12    |  |
| 7.               | "Not Afraid Pt. 1" (Não Estou com Medo - Parte 1)                                                                                | 4:53    |  |
| 8.               | "Bridge Over Troubled Water" (Ponte Sobre Águas Revoltas; regravação de Simon & Garfunkel; originalmente escrita por Paul Simon) | 8:08    |  |
| Duração total:   | Duração total: | 48:46   |  |

| CD 2 (Danger)  |                                                   |         |  |
| N.º            | Título                                            | Duração |  |
| 1.             | "Not Afraid Pt. 2" (Não Estou com Medo - Parte 2) | 19:32   |  |
| 2.             | "Beyond the Years" (Além dos Anos)                | 31:22   |  |
| Duração total: | Duração total:                                    | 50:54   |  |

## Recepção

### Recepção da critica
| Críticas profissionais  | Críticas profissionais |
| Avaliações da crítica   | Avaliações da crítica  |
| Fonte                   | Avaliação              |
| ----------------------- | ---------------------- |
| laut.de                 | [ 2 ]                  |
| Dangerdog Music Reviews | 4.5/5                  |
| RAMzine                 | [ 13 ]                 |
| Proghurst               | favorável              |
| Sonic Perspectives      | 9.5/10                 |
| Classic Rock            | 4 de 5 estrelas.       |
| Prog                    | [ 16 ]                 |

Yan Vogel do laut.de definiu as oito canções que compõem o primeiro CD como "exibições bastante curtas, cada uma com diferentes expressões estilísticas". Ele pegou a abertura "Do It All Again" como um exemplo do espírito de grupo da banda, no sentido de que três membros compartilham os vocais principais. Ao comparar as duas músicas do segundo CD, no entanto, ele considerou "Not Afraid Pt. 2" "excessivamente longa", mas elogiou "Beyond the Years" como o destaque do álbum.
Craig Hartranft do Dangerdog concluiu que "com Innocence & Danger, a NMB (a banda anteriormente conhecida como Neal Morse Band) oferece outro álbum incrível, dramático e criativo de progressivo melódico com muitas reviravoltas e um excelente trabalho de guitarra."
Escrevendo para a RAMzine, Laurence Todd elogiou as canções e parabenizou Morse pela "consistente rodada de criatividade" que vem exibindo desde 2015, quando iniciou uma sequência de vários álbuns com a NMB, Flying Colors, Transatlantic e em sua carreira solo.
Escrevendo para seu site Proghurst, Grace Hayhurst disse que "concluindo, é fácil chamar isso de mais um álbum de Neal Morse - porque ele segue uma longa lista de seus tropos semelhantes, técnicas de composição, colaboradores e ideias harmônicas. No entanto, como sempre, a musicalidade é inacreditável, e a música está repleta de momentos memoráveis. "
No Sonic Perspectives, Scott Medina apontou as letras do álbum como um tanto "seculares" e o fato de que pela primeira vez Neal chegou ao estúdio sem nenhuma ideia registrada em demo. Ele não estava certo se colocar as duas faixas mais longas juntas no mesmo disco era a melhor decisão e notou que os finais de "Bridge Over Troubled Water" e "Not Afraid, Pt 2" tinham finais muito semelhantes (combinando "fanfarra sinfônica" com viradas de bateria de Mike), mas concluiu que "com 'Innocence & Danger' eles entregaram algo para todos e talvez até forçaram o o nível um pouco mais para cima".
Rich Davenport da Classic Rock comentou que "aproveitando o sentido inicial desse gênero de aventura musical, sem a indulgência obsoleta de meados dos anos 70, o mais recente álbum do NMB, Innocence & Danger, contrasta épicos e faixas concisas."
Escrevendo para a revista Prog, Gary MacKenzie também notou a presença limitada de mensagens religiosas no álbum e disse que "Innocence & Danger soma ao seu [de Neal] catálogo invejável de alta qualidade, mas seria errado ignorar as contribuições de seus colegas de banda aqui. Existem algumas reviravoltas que vão além das fórmulas esperadas de Neal e, [...] Innocence & Danger [...] certamente oferece aqueles grandes temas, linhas vocais melífluas, beleza instrumental e muito mais que se espera desta banda talentosa. "

### Recepção comercial

#### Paradas
| Parada (2021)                 | Maior colocação |
| ----------------------------- | --------------- |
| Bélgica (Ultratop Flandres)   | 187             |
| Bélgica (Ultratop Valônia)    | 63              |
| Países Baixos (Dutch Charts)  | 18              |
| Suíça (Schweizer Hitparade)   | 5               |
| Reino Unido (UK Albums Chart) | 26              |

## Créditos
Conforme fontes:
NMB
- Neal Morse - vocais, teclados, guitarras
- Eric Gillette - guitarras, vocais
- Randy George - baixo
- Bill Hubauer - teclados, órgão, piano, vocais
- Mike Portnoy - bateria, vocais

Pessoal técnico
- Thomas Ewerhard - arte da capa
- Rich Mouser - produção